# Oloxan Musayev
Oloxan Musayev (30 de mayo de 1979) es un deportista azerbaiyano que compitió en atletismo adaptado. Ganó una medalla de oro en los Juegos Paralímpicos de Pekín 2008 en la prueba de lanzamiento de peso (clase F55/56).

## Palmarés internacional
| Juegos Paralímpicos | Juegos Paralímpicos | Juegos Paralímpicos | Juegos Paralímpicos |
| Año                 | Lugar               | Medalla             | Prueba              |
| ------------------- | ------------------- | ------------------- | ------------------- |
| 2008                | Pekín (China)       | Medalla de oro      | Peso F55/56         |